# Далас (Пенсилванија)
Далас (енгл. Dallas) град је у америчкој савезној држави Пенсилванија.

## Демографија
По попису из 2010. године број становника је 2.804, што је 247 (9,7%) становника више него 2000. године.
| Група             | 2000.         | 2010.         |
| Белци             | 2.494 (97,5%) | 2.696 (96,1%) |
| Афроамериканци    | 12 (0,5%)     | 21 (0,7%)     |
| Азијати           | 20 (0,8%)     | 39 (1,4%)     |
| Хиспаноамериканци | 17 (0,7%)     | 25 (0,9%)     |
| Укупно            | 2.557         | 2.804         |